# Marjosaari (ö i Södra Savolax, Nyslott, lat 62,08, long 29,39)
Marjosaari är en ö i Finland. Den ligger i sjön Orivesi och i kommunen Nyslott i  landskapet Södra Savolax, i den sydöstra delen av landet, 300 km nordost om huvudstaden Helsingfors. Öns area är 0,9 hektar och dess största längd är 130 meter i nord-sydlig riktning.